# Toms River
Toms River é uma Região censo-designada localizada no estado americano de Nova Jérsia, no Condado de Ocean.

## Demografia
Segundo o censo americano de 2000, a sua população era de 86.327 habitantes.

## Geografia
De acordo com o United States Census Bureau tem uma área de
105,2 km², dos quais 102,0 km² cobertos por terra e 3,2 km² cobertos por água. Toms River localiza-se a aproximadamente 0 m acima do nível do mar.

## Localidades na vizinhança
O diagrama seguinte representa as localidades num raio de 8 km ao redor de Toms River.